# Sapayoa aenigma
Il manachino beccolargo (Sapayoa aenigma Hartert, 1903) è un uccello passeriforme, unica specie del genere Sapayoa e della famiglia Sapayoidae..

## Descrizione

### Dimensioni
Misura circa 17-18 cm di lunghezza, compresa la coda la cui lunghezza arriva a circa la metà del corpo.

### Aspetto
Si tratta di uccelli dall'aspetto robusto, muniti di una grossa testa e di un becco forte e allungato, leggermente uncinato verso il basso nella parte distale.

La colorazione del piumaggio è bruno-olivastra su tutto il corpo, con tendenza a scurirsi su ali e coda e a schiarirsi divenendo giallastra sul petto e specialmente sulla gola e bianco-grigiastra sui fianchi: le zampe sono grigio-nerastre, il becco è anch'esso grigio-nerastro con tendenza a schiarirsi in punta, gli occhi sono bruno-rossicci.

## Biologia
Si tratta di uccelli che vivono da soli o in coppie, a volte in associazioni ad altre specie affini: piuttosto statici, passano periodi anche lunghi della giornata su un posatoio, individuando fonti di cibo che poi si apprestano a raggiungere.

### Alimentazione
La dieta del manachino beccolargo sembra essere composta in parti equivalenti di frutta matura ed insetti e altri invertebrati.

### Riproduzione
Le abitudini riproduttive di questi uccelli sono ancora in massima parte sconosciute.

## Distribuzione e habitat
Il manachino beccolargo è diffuso dall'istmo di Panama a sud lungo la fascia costiera occidentale della Colombia, fino all'Ecuador settentrionale. Il suo habitat è rappresentato dalla foresta pluviale di pianura con ricco sottobosco, preferibilmente in prossimità di corsi d'acqua.

## Tassonomia
La sistematica di questo uccello è stata piuttosto controversa, come attestato anche dal suo nome scientifico (aenigma in latino significa appunto "enigma", in riferimento alle difficoltà di classificazione): storicamente ascritta alla famiglia Pipridae, nella tassonomia degli uccelli di Sibley-Ahlquist si constata che la specie è imparentata con gli Eurylaimidae ed i Pittidae del Vecchio Mondo, rispetto ai quali rappresenterebbe un gruppo fratello che avrebbe cominciato a divergere durante l'Eocene, piuttosto che con i tiranni americani coi quali condivide l'areale. In questo senso, il manachino beccolargo costituirebbe l'ultimo rappresentante di un clade di eurilaimidi che, nati come gruppo in Oceania, mentre gli altri esponenti si spostavano in direttrice nord-ovest verso l'Asia e l'Africa, si muoveva in direttrice nord-est colonizzando il Sud America: per questo motivo alcuni autori hanno suggerito la classificazione di questi uccelli nella famiglia Eurylaimidae, mentre altri, rifiutando tale accorpamento in virtù del fatto che la specie appare filogeneticamente equidistante dagli eurilaimi e dalle pitte, hanno proposto l'ascrizione del manachino beccolargo ad una famiglia monotipica a sé stante,  Sapayoidae o addirittura la loro ascrizione a famiglie terze, ugualmente equidistanti da eurilaimidi e pittidi, quali i Philepittidae.
Il Congresso Ornitologico Internazionale (2018) colloca Sapayoa aenigma nella famiglia monospecifica Sapayoidae.